# Rondefontaine
 Rondefontaine  es una comuna y población de Francia, en la región de Franco Condado, departamento de Doubs, en el distrito de Pontarlier y cantón de Mouthe.
Su población en el censo de 1999 era de 23 habitantes.
Está integrada en la Communauté de communes des Hauts du Doubs .

## Demografía
| 19 | 21 | 16 | 21 | 24 | 23 |
| Para los censos de 1962 a 1999 la población legal corresponde a la población sin duplicidades (Fuente: INSEE [Consultar]) |    |    |    |    |    |

- Datos: Q596987
- Multimedia: Rondefontaine / Q596987

1. ↑  Worldpostalcodes.org, código postal n.º 25240.
2. ↑  INSEE, Datos de población para el año 2012 de Rondefontaine (en francés).